# Asela
Asela fou un rei de Sinhala (Sri Lanka) que va regnar segons les dates tradicionals durant deu anys (215 a 205 aC).
Els caps de mercenaris Sena i Gottika havien usurpat el poder reial però Asela, germà del darrer rei Suratissa, es va aixecar contra ells i els va derrotar i matar, establint-se com a rei a Anuradhapura. Però al seu torn va patir una sort similar quan un invasor procedent de Tanjore al sud de l'Índia, Elalan o Ellala o Elara, va desembarcar al sud del riu Mahaweli, el va creuar i es va dirigir cap a Anuradhapura i va derrotar el rei en una decisiva batalla. Asela va morir en el combat o fou mort per Elalan (Elara) al qual els caps locals van reconèixer com a rei, excepte els de Ruhuna, al sud, que eren d'una branca de la casa reial (dinastia de Vidjaya) a la qual pertanyia Asela.